# Arthur de Beughem de Houtem
Arthur Alphonse Ghislain de Beughem de Houtem (Brussel, 30 juni 1829 - aldaar, 11 maart 1889) was een Belgisch politicus voor de Katholieke Partij.

## Biografie

### Familie
Jonkheer Arthur de Beughem de Houtem was een van de zeven kinderen van Ferdinand de Beughem (1802-1853) en gravin Julienne Cornet de Grez (1803-1875), dochter van graaf François Cornet de Grez, lid van de Tweede Kamer.
Hij trouwde in 1865 in Namen met Alix de Baillet (1842-1881), dochter van Charles de Baillet, gouverneur van Namen. Ze kregen een zoon en twee dochters.
- Edmond de Beughem de Houtem (1866-1932), luitenant-kolonel en arrondissementscommissaris van Mechelen, trouwde in 1891 in Antwerpen met Alix della Faille de Leverghem (1865-1928), dochter van graaf Charles della Faille de Leverghem, senator. Ze kregen vier zoons en twee dochters, met afstammelingen tot heden.
- Gabrielle de Beughem de Houtem (1869-1945), trouwde in 1891 in Brussel met Fernand du Roy de Blicquy (1865-1937), burgemeester van Wauthier-Braine, zoon van Eugène du Roy de Blicquy, burgemeester van Beclers. Ze kregen drie zoons en twee dochters, met afstammelingen tot heden.
- Marie-Claire de Beughem de Houtem (1879-1946), trouwde in 1905 in Brussel met Thierry Snoy et d'Oppuers (1862-1930), burgemeester van Ophain-Bois-Seigneur-Isaac en senator. Ze kregen een zoon en vijf dochters, waaronder baron Jean-Charles Snoy et d'Oppuers, burgemeester van Ophain-Bois-Seigneur-Isaac, volksvertegenwoordiger en minister van Financiën, met afstammelingen tot heden.

Zijn vader verkreeg in 1823 adelserkenning, onder het Verenigd Koninkrijk der Nederlanden, met de titel van burggraaf, overdraagbaar bij eerstgeboorte. Ferdinand Cornet de Grez d'Elzius was zijn neef.
Zijn kleinzoon, burggraaf Arthur Charles de Beughem (1892-1961), was eveneens burgemeester van Lippelo.

### Loopbaan
Hij was doctor in de rechten. In 1854 werd hij gemeenteraadslid van Lippelo en van 1855 tot aan zijn dood was hij er burgemeester. In 1886 werd hij katholiek senator voor het arrondissement Mechelen en vervulde dit mandaat tot in 1889.